# نیلی‌مرغ کامرون
نیلی‌مرغ کامرون (نام علمی: Vidua camerunensis) نام یک گونه از تیره نیلی‌مرغان است.